# 코헨
코헨(히브리어: כֹּהֵן)은 히브리어로 "제사장"이라는 뜻으로, 아론파라고도 불리는 아론 제사장단을 가리킬 때 사용된다. 이들은 전통적으로 성경에서 모세의 형제인 아론의 직계 혈통으로 여겨지며, 따라서 할라크적으로 레위 지파에 속한다고 규정되어 있다.
예루살렘에 성전(이전에는 성막)이 존재하는 동안 코헨들은 성전에 희생 제물을 바쳤는데, 이는 그들에게만 허용된 제사였다. 성전이 파괴된 후 코헨들은 대부분 시나고그 유대교 운동에 합류했다가 점차 랍비 유대교나 기독교를 받아들인 것으로 보인다. 오늘날 코헨들은 랍비 유대교와 카라이트 유대교 내에서 특정 명예와 제한을 포함하여 덜하지만 뚜렷한 지위를 유지하고 있다.
사마리아인 공동체에서는 코헨이 여전히 주요 종교 지도자로 남아 있다. 에티오피아 유대인 종교 지도자는 같은 단어의 한 형태인 카헨이라고 불리기도 하지만, 그 직책은 세습되지 않으며 대부분의 유대인 공동체에서 코헨보다는 랍비의 의무와 더 비슷하다.